# Enceinte d'Anvers
L'enceinte d'Anvers est un  ensemble de fortifications qui protège la ville d'Anvers entre le Moyen Âge et le XIXe siècle.

## L'enceinte moderne (1542)

Plan en 1565

En 1542, Charles Quint charge Donato de Boni de construire une enceinte bastionnée en remplacement de l'enceinte médiévale dépassée par la démocratisation de l'artillerie. Les travaux se déroulant à partir de 1543, la nouvelle enceinte compte neuf bastions et cinq portes.

## Les derniers travaux auXIXesiècleet le démantèlement

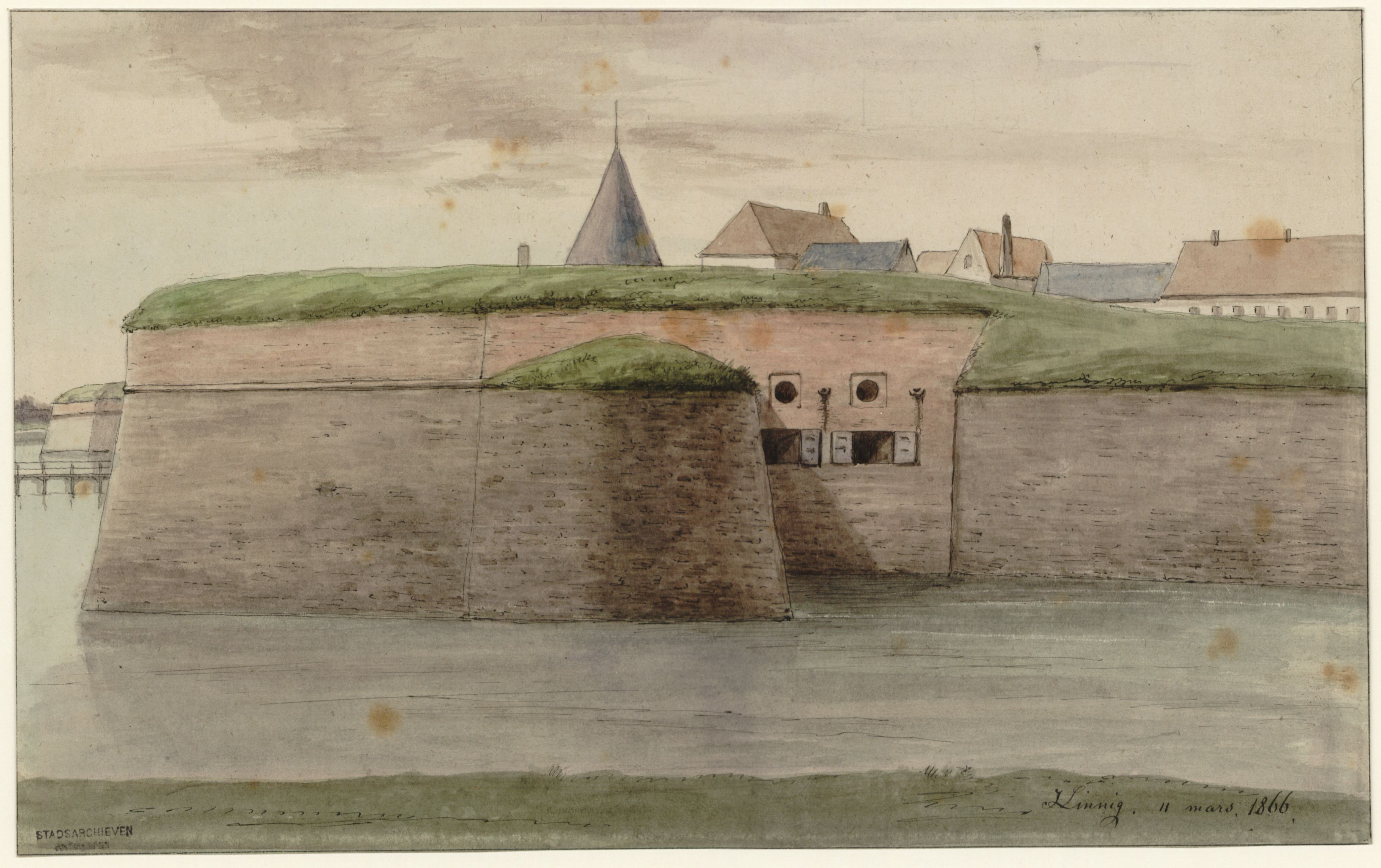
Flanc gauche du bastion impérial, dont les places basses ont été transformées en casemates.

Les derniers grands travaux sont effectués au début du XIXe siècle à la demande de Napoléon qui fait recouvrir les places basses d'une partie des bastions pour les transformer en casemates.